# قائمة الناجين من الهولوكوست
.

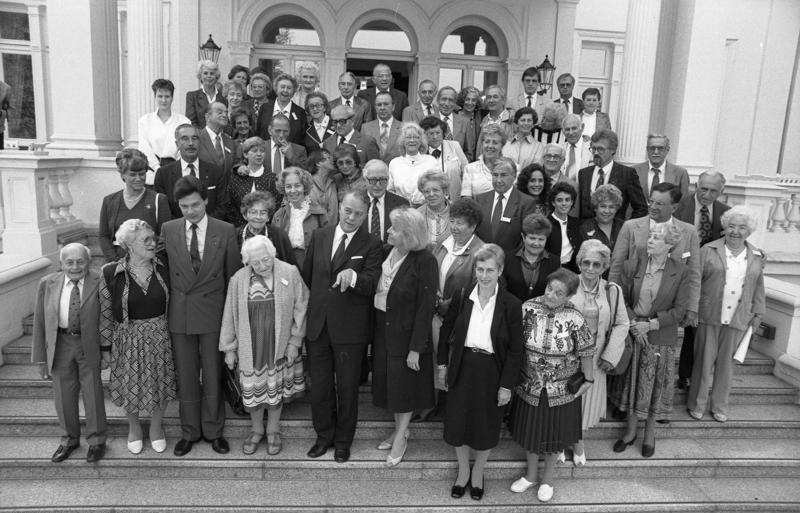
مجموعة من الناجين من الهولوكوست استقبلهم إرنست ألبريشت في بون ، ألمانيا

هذه القائمة بالأشخاص ناجين من محاولة ألمانيا النازية لإبادة اليهود في أوروبا قبل وأثناء الحرب العالمية الثانية. استمر الاضطهاد الذي فرضته الدولة لليهود في أوروبا التي يسيطر عليها النازيون منذ إدخال قوانين نورمبرغ في عام 1935 حتى هزيمة هتلر في عام 1945. على الرغم من وجود ضحايا كثيرين للهولوكوست، فإن اللجنة الدولية لمطالبات تأمين حقبة الهولوكوست (ICHEIC) حددت الناجي من الهولوكوست, حيث حدد تعريف كالتالي : 
| قائمة الناجين من الهولوكوست | أي يهودي عاش لأي فترة من الزمن في بلد كان يحكمه النازيون أو حلفاؤهم." | قائمة الناجين من الهولوكوست |

يقدم متحف الهولوكوست بالولايات المتحدة الأمريكية تعريفا أوسع: «يكرم المتحف باعتباره نجا من أي شخص تم تهجيره أو اضطهاده أو التمييز ضده بسبب السياسات العنصرية والدينية والإثنية والاجتماعية أو السياسية للنازيين وحلفائهم بين عامي 1933 و 1945. بالإضافة إلى السجناء السابقين في معسكرات الاعتقال والغيتوات، وهذا يشمل اللاجئين والأشخاص الذين يختبئون.» الأمر لا يشمل فقط اليهود، كذلك يشمل البولنديين، شعب الغجر، شهود يهوه والذين تعرضوا للاضطهاد لأسباب سياسية مثل الشيوعيين، أولئك الذين كانوا مقتنعين مقطوعة لأسباب دينية (مثل Pastor Niemoller) ، ومثليي الجنس وتوجهات جنسية أخرى. ويشمل أولئك الذين كانوا يختبئون في الواقع في البلدان التي احتلها النازيون. ويشمل الأخير الأطفال المخفية، الذين كانوا مختبئين للهروب من النازيين.
تم إنشاء تعريف ICHEIC لغرض حل بعض مطالبات التأمين. بمرور الوقت، توسعت فئات مطالبات التأمين بشكل كبير.
على عكس تعريف ICHEIC ، فإنه يشمل اللاجئين، الذين فروا من وطنهم هربًا من النازيين، ولم يعيشوا قط في بلد يسيطر عليه النازيون.
لا تشمل هذه القائمة اللاجئين، حيث يتم إنشاؤها على أساس تعريف ICHEIC المقيد. كان هناك الكثير والكثير من اللاجئين البارزين (كثيرون نذكرهم). يشمل اللاجئون الأطفال غير المصحوبين بذويهم في Kindertransport ، والتي تشمل Arno Allan Penzias الحائزة على جائزة نوبل للفيزياء. يشمل اللاجئون أيضاً الأطفال الذين لا يرافقهم أحد، والذي يضم جاك شتاينبرجر حائز على جائزة نوبل في الفيزياء. (على نحو غير متسق إلى حد ما اللاجئ Kindertransport الحائز على جائزة نوبل، والتر كون، الحائز على جائزة نوبل في الكيمياء، مدرج أدناه).

## ممثلون ومخرجون

### على قيد الحياة
| الاسم          | الجنس | الولادة       | البلد  |
| -------------- | ----- | ------------- | ------ |
| رومان بولانسكي | ذكر   | 18 أغسطس 1933 | بولندا |
| روث بوسنر      | أنثى  | 20 أبريل 1933 | بولندا |

### متوفون
| الاسم             | الجنس | الولادة        | العمر                   | البلد         |
| ----------------- | ----- | -------------- | ----------------------- | ------------- |
| هانا ماريا برافدا | أنثى  | 29 يناير 1916  | 22 مايو 2008 (92 سنة)   | تشيكوسلوفاكيا |
| كيرت لوين         | M     | 17 نوفمبر 1925 | 8 مايو 2017 (91 سنة)    | بولندا        |
| روبرت كلاري       | ذكر   | 1 مارس 1926    | 16 نوفمبر 2022 (96 سنة) | فرنسا كندا    |
| برانكو لوستيغ     | ذكر   | 10 يونيو 1932  | 14 نوفمبر 2019 (87 سنة) | كرواتيا       |
| ييفا تشابيلا      | أنثى  | 17 أبريل 1934  |                         | روسيا         |

## فنانون ورسامون ومصورون
| الاسم        | الجنس | الولادة        | الوفاة                 | البلد         |
| ------------ | ----- | -------------- | ---------------------- | ------------- |
| دينا بابيت   | F     | 21 يناير 1923  | 29 يوليو 2009 (86 سنة) | تشيكوسلوفاكيا |
| سونيا فاتبوت | F     | 17 أكتوبر 1923 | 5 أكتوبر 2000 (76 سنة) | تشيكوسلوفاكيا |

## روابط خارجية
- Online Torchlighter Film Archive - أرشيف الأفلام القصيرة التي تصور قصص الناجين الذين ظهروا في كل من المشاعل الستة أثناء الاحتفال الرسمي بيوم هاشوه الذي يقام في ياد فاشيم
- United States Holocaust Memorial Museum